# Wattfraß
Der Wattfraß war eine in der DDR verwendete Kampagnenfigur, die zum Einsparen von elektrischer Energie auffordern sollte. Die von He Hellerau kreierte Figur wurde als schwarzer Kobold oder Teufel mit einem Gerätestecker am Schwanz und Isolatoren oder Schmelzsicherungen auf dem Kopf dargestellt. Als Vorgänger der Figur diente der Kohlenklau aus den 1940er Jahren.

## Hintergrund
Gegen Ende der 1950er Jahre konnte die elektrische Energieversorgung in der DDR nicht zu allen Zeiten gewährleistet werden. Insbesondere die Industrieproduktion wurde trotz relativ schnell wachsender Energieerzeugung durch Stromausfälle beeinträchtigt. Im SED-Zentralorgan Neues Deutschland war zu lesen: „Jeder weiß, daß in den Spitzenbelastungszeiten unser Stromnetz nicht in der Lage ist, den gesamten, ständig steigenden Bedarf in der Industrie und der Bevölkerung zu decken. Leider allzuoft muß deshalb in Betrieben zeitweilig die Stromzufuhr gestoppt und damit die Produktion gedrosselt werden.“
Mit der Figur „Wattfraß“ sollten vor allem Privathaushalte, aber auch die Nutzer nicht für die Produktion notwendiger Stromverbraucher in den Betrieben und Einrichtungen (Tauchsieder, Kaffeekocher, elektrische Heizstrahler, Bügeleisen etc.) angehalten werden, zu bestimmten Spitzenbelastungszeiten Strom zu sparen. Der Name war eine Kombination der Begriffe Watt, die physikalische Einheit für elektrische Leistung, und Fraß, eine abwertende Bezeichnung für eine unästhetische, verschwenderische Nahrungsaufnahme und substanzvernichtenden Materialverbrauch (vgl. auch Rostfraß), und sollte damit den übermäßigen, nachrangigen oder nutzlosen Verbrauch elektrischer Energie symbolisieren. Medial wurde die Figur in Anzeigen und Kinderheften der Comicreihe Atze und Frösi sowie in einer Mosaik-Verlagsbeilage Klaus & Hein verbreitet.
Es wurden Papierschilder mit der Figur gedruckt, die Kinder ausschneiden und über Lichtschaltern anbringen sollten. Diese sollten dazu mahnen, das elektrische Licht möglichst häufig auszuschalten.
Anfang des Jahres 1958 rief der Zentralrat der FDJ dazu auf, mit einer Aktion Blitz contra Wattfraß einen „wichtigen Beitrag der Jugend zum Beginn des Planjahres“ zu leisten. Unter dem Schlachtruf „Blitz contra Wattfraß“ machten Mitglieder von FDJ-Gruppen und der Pionierorganisation Ernst Thälmann, teilweise in Wattfraß-Kostümen, vom 15. bis zum 17. Januar 1958 zwischen 16:30 und 18:00 Uhr Stichpunktkontrollen zur Aufdeckung von sogenannten Stromsündern, die anschließend zum Teil in der Presse angeprangert wurden. Im Rahmen dieser Aktion schalteten zahlreiche Kinder ihren Eltern das Licht aus, in Dresden sprachen Schüler mehr als 800 Familien an und forderten sie auf, nicht zu bestimmten Zeiten zu bügeln oder sonstwie Strom zu verbrauchen.

## Trickfilm
Die DEFA, Studio für Trickfilme Dresden, produzierte 1961 einen zwölfminütigen Zeichentrickfilm mit der Figur unter dem Titel „… Dass Euch da kein Licht aufgeht!“ (Alternativtitel: „Blitz contra Wattfraß“). Der ab dem 11. Mai 1961 vorgeführte Trickfilm nach einer Idee von Ernst Günther Jahnke entstand unter der Regie von He Hellerau, Kamera führte Heinz Ungerer, die Musik komponierte Hans Hendrik-Wehding.